# Bryszlan (obwód Burgas)
Bryszlan (bułg. Бръшлян) – wieś w Bułgarii, w obwodzie Burgas, w gminie Małko Tyrnowo. W 2023 roku liczyła 65 mieszkańców.